# Jody Watley

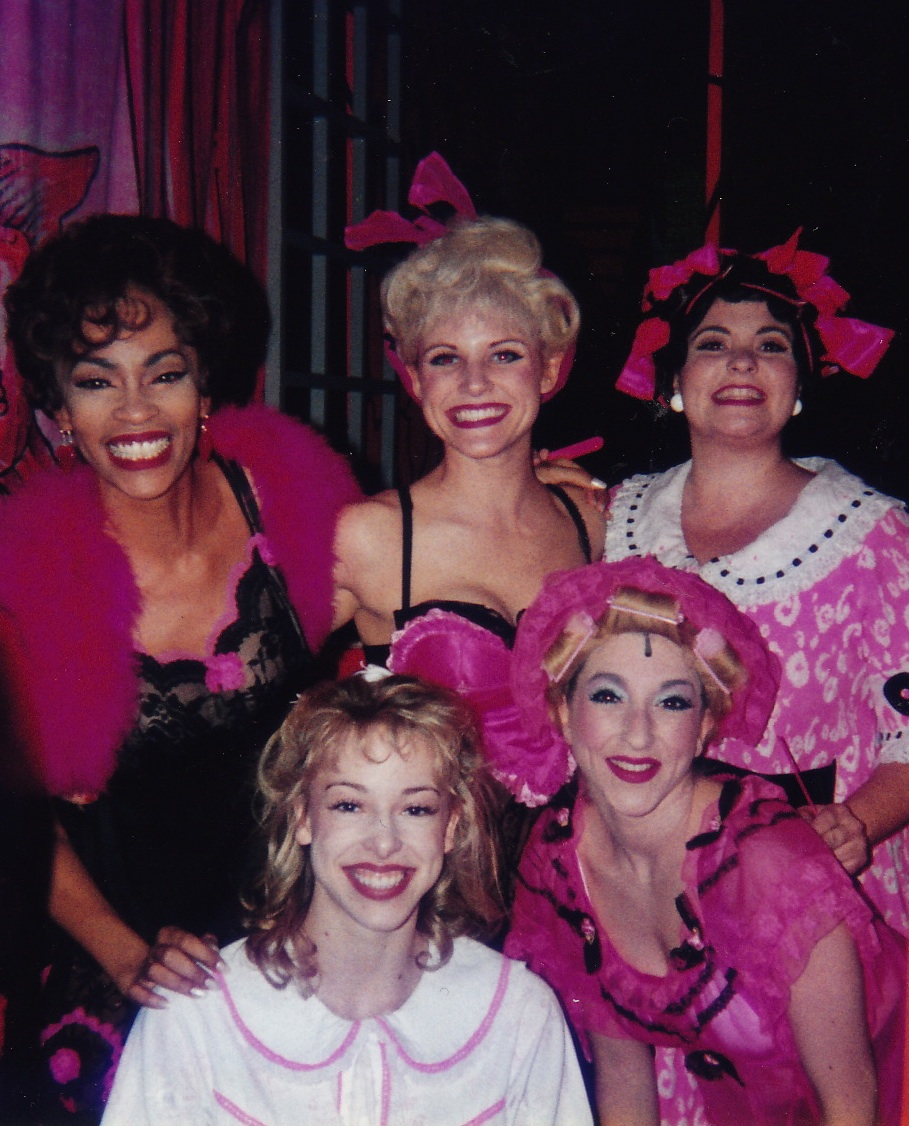
Jody Watley jako Rizzo na broadwayowskim musicalu Grease w 1996

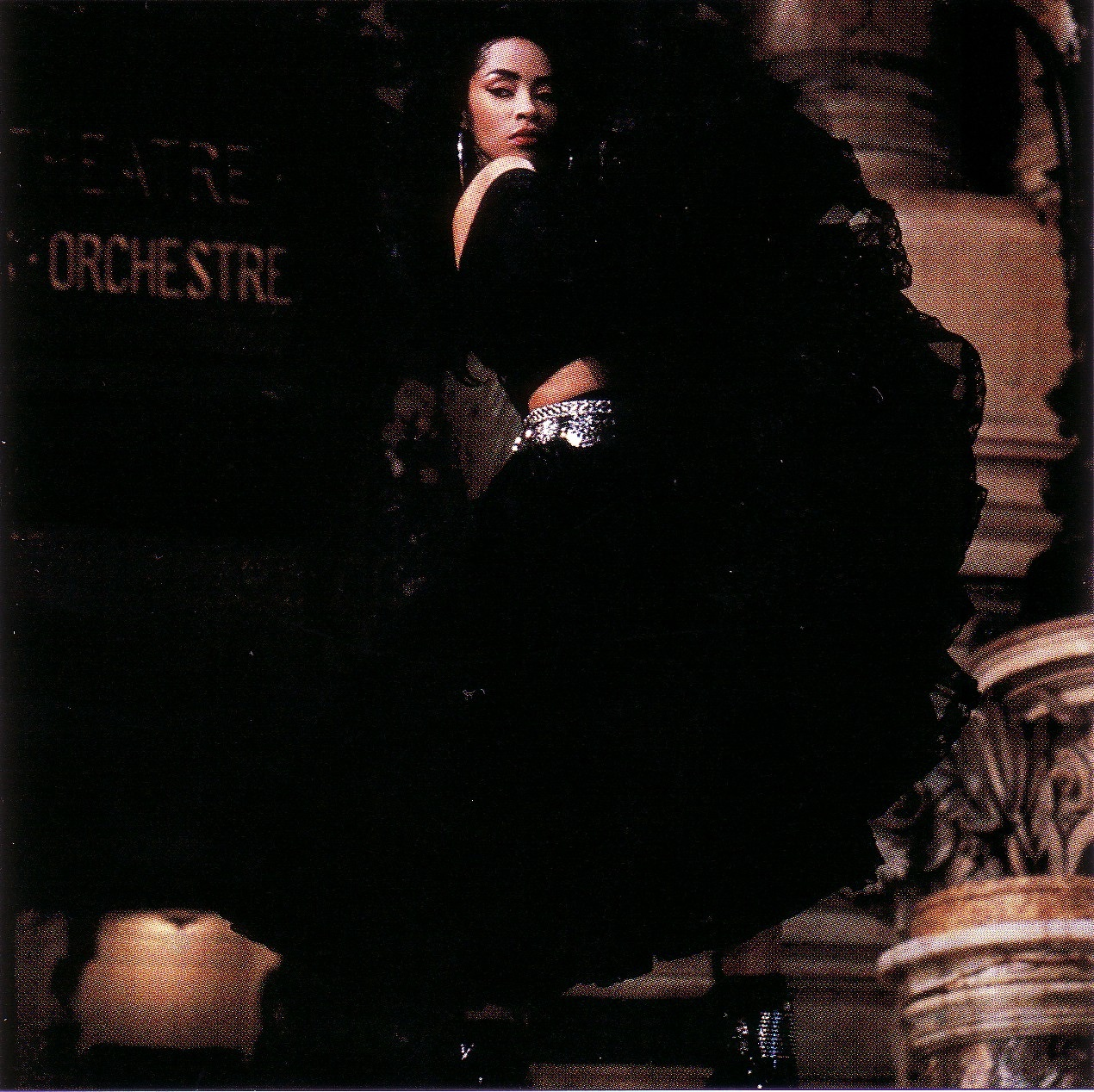
Jody Watley w Paryżu w 1987

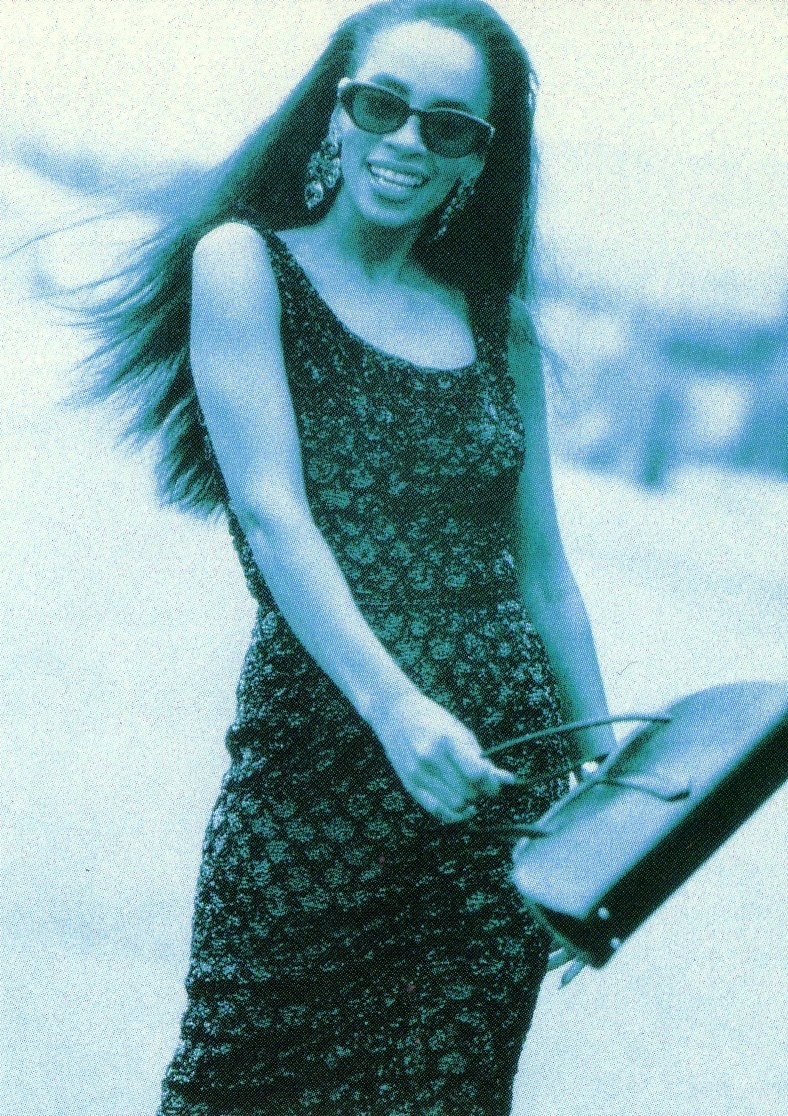
Jody Watley w 1990

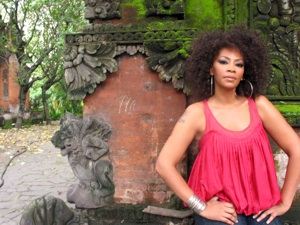
Jody Watley w 2008

Jody Watley (ur. 30 stycznia 1959 w Chicago) – amerykańska wokalistka muzyki pop, a także autorka piosenek i producentka.
Karierę rozpoczynała będąc jeszcze nastolatką, występując w popularnym programie muzycznym Soul Train jako tancerka. W 1977 r. Watley dostała się do grupy Shalamar, z którą występowała do 1984 r. Shalamar było zespołem grającym muzykę będącą połączeniem disco, funky i tradycyjnego soulu. Nieporozumienia i częste konflikty między Jody Watley a pozostałymi członkami grupy skłoniły ją do odejścia z zespołu i rozpoczęcia solowej kariery. W 1984 roku Watley wyjechała na pewien czas do Wielkiej Brytanii. W tym samym roku wystąpiła gościnnie w projekcie Boba Geldofa – Band Aid wykonując razem z innymi artystami przebój "Do They Know It's Christmas Time?". Po sukcesie singla wokalistka wróciła do Stanów Zjednoczonych, gdzie przez pewien czas pracowała jako modelka.
W 1986 roku udało jej się podpisać kontrakt płytowy z wytwórnią MCA Records. 31 marca 1987 roku wydany został debiutancki album piosenkarki zatytułowany "Jody Watley". Singlem otwierającym promocję albumu była piosenka "Looking For A New Love" – pozostająca do dziś najpopularniejszym utworem w karierze artystki. "Looking For A New Love" dotarło na szczyt dyskotekowych list przebojów oraz do pozycji drugiej na amerykańskiej liście przebojów Billboardu, utrzymując się na tym miejscu przez pięć tygodni z rzędu. Singel zyskał status złotego krążka rozchodząc się w Stanach Zjednoczonych w prawie milionowym nakładzie, czyniąc z Watley jedną z najpopularniejszych gwiazd tamtego okresu.
Debiutancki, solowy album Watley dotarł na szczyt list przebojów i rozszedł się w ponad sześciu milionach egzemplarzy na całym świecie. W USA zyskał on status podwójnej platyny, rozchodząc się tam w ponad dwóch milionach egzemplarzy. Krążek wylansował jeszcze kilka wielkich hitów; "Some Kind Of Lover" oraz "Don't You Want Me" dotarły do TOP 10 amerykańskich zestawień. W 1988 roku Watley została uhonorowana nagrodą Grammy dla najlepszej debiutantki 1987 roku. Watley nominowana również była do MTV Video Music Awards oraz American Music Awards. Magazyn Billboard uznał ją z kolei za najpopularniejszą dyskotekową artystkę 1988 roku. Kolejny sukces artystka odniosła w 1989 roku, kiedy to wydała swój drugi, solowy longplay zatytułowany "Larger Than Life". Płyta została wielkim przebojem, rozchodząc się w ponad pięciu milionach egzemplarzy, lansując trzy przebojowe single: "Real Love" (kolejny złoty singel, z ponad 500 000 sprzedanych kopii), "Friends" (jeden z pierwszych duetów nagranych z artystą hip-hopowym) oraz "Everything" (pierwsza w karierze Watley ballada). Każda z tych piosenek dotarła do TOP 10 w USA. W tym roku Watley rozpoczęła również trasę koncertową, która cieszyła się sporym powodzeniem.
W 1990 r. Watley przeszła do historii jako pierwsza czarnoskóra kobieta, która nakręciła własną kasetę fitness do własnej muzyki. Kaseta VHS zyskała status bestselleru, szybko znajdując ponad milion nabywców. W tym samym roku Watley otrzymała siedem nominacji do nagrody MTV Video Music Awards za teledysk do singla "Real Love", ustanawiając tym samym nowy rekord, który został pobity dopiero w 1995 roku przez teledysk "Scream" Michaela Jacksona. W 1990 r. ukazał się także album "You Wanna Dance With Me...?" zawierający remiksy największych przebojów artystki z jej dwóch studyjnych projektów. Album zdołał zyskać status złotego krążka w USA, a na całym świecie rozszedł się w ponad milionowym nakładzie, co uczyniło go jednym z najpopularniejszych remiksowych krążków wszech czasów.
Kolejne lata nie przyniosły wokalistce większych sukcesów. W 1991 r. ukazała się płyta "Affairs Of The Heart", która nie stała się sukcesem i z tylko jednym przebojem – "I'm The One You Need". Trzeci singel z krążka pt. "It All Begins With You" staje się pierwszym w karierze artystki, który nie dociera do TOP 100 w USA. Piosenka zwraca jednak uwagę ówczesnego prezydenta George'a W. Busha, który zaprasza Watley na specjalny koncert w Białym Domu. Album "Affairs Of The Heart" mimo słabej promocji sprzedaje się ostatecznie w prawie trzech milionach egzemplarzy. W 1993 roku Jody powraca z płytą "Intimacy" zawierającą przeboje "Your Love Keeps Workin' On Me" oraz "When A Woman Loves The Man". Krążek pomimo bardzo przychylnych recenzji nie odniósł sukcesu, a MCA Records zerwała kontrakt z Watley.
W 1994 r. piosenkarka zakłada własną wytwórnię płytową Avitone Records. W 1995 r. nagrywa płytę "Affection" – pierwszą dla Avitone Records. Płyta przechodzi niezauważona. W 1996 r. Watley miała swój powróciła występując gościnnie w utworze Babyface'a "For The Lover In You". Singel dociera do TOP 10 w USA, a artystka zachęcona jego sukcesem wydaje pierwszą, oficjalną kompilację jej największych przebojów. Kolejne lata przyniosły Watley wiele sukcesów. Artystka występowała między innymi na Broadwayu zdobywając przychylne recenzje ze strony krytyków. W 1997 roku piosenkarka podpisuje kontrakt z Atlantic Records i nagrywa dla nich album "Flower". Chociaż singel "Off The Hook" dobrze radził sobie na listach przebojów Atlantic Records wstrzymuje i ostatecznie nie wydaje w ogóle płyty "Flower". Krążek wydano jedynie w Europie, gdzie nie zdołał on odnieść większego sukcesu.
Watley zrywa kontrakt z Atlantic Records i zaczyna nagrywać dla małych, niezależnych wytwórni płytowych. Zmienia się również wykonywana przez nią muzyka. Jody odchodzi od tanecznego R&B na rzecz chill-outu i drum'n'bassu. Dowodem tych zmian jest ostatnia jak na razie płyta artystki pt. "Midnight Lounge" która ukazała się w 2001 roku. Płyta nie stała się bestsellerem, ale za to zdobyła uznanie krytyki. W 2005 roku Watley po raz kolejny zapisała się w historii jako pierwsza dyskotekowa artystka, której singel "Looking For A New Love" dwa razy zdobył szczyt dyskotekowych zestawień, w dwóch dekadach. Watley obecnie nie odnosi już większych sukcesów komercyjnych. Jest jednak uważana za jedną z największych ikon muzyki rozrywkowej przełomu lat 80. i 90. XX w. Magazyn Billboard wymienia ją na miejscu 144 na liście najpopularniejszych w historii artystów R&B.

## Dyskografia
- Jody Watley (1987)
- Larger Than Life (1989)
- You Wanna Dance with Me? (1990)
- Affairs of the Heart (1991)
- Intimacy (1993)
- Remixes Of Love (1994)
- Affection (1995)
- Greatest Hits (1996)
- Flower (1998)
- Saturday Night Expierience (1999)
- The Jody Watley Millennium Collection (2000)
- Midnight Lounge (2001)

## Największe przeboje
- Looking For A New Love (#2 pop USA, #1 dance chart, #1 R&B chart)
- Still A Thrill (#56 pop USA, #1 dance chart, #2 R&B chart)
- Some Kind Of Lover (#10 pop USA, #1 dance chart, #3 r&B chart)
- Don't You Want Me (#6 pop USA, #1 dance chart, #3 R&B chart)
- Most Of All (#60 pop USA, #2 dance chart, #11 R&B chart)
- Real Love (#2 pop USA, #1 dance chart, #1 R&B chart)
- Friends (#9 pop USA, #1 dance chart, #3 R&B chart)
- Everything (#4 pop USA, #3 R&B chart)
- Precious Love (#87 pop USA, #57 R&B chart)
- I'm The One You Need (#19 pop USA, #3 dance chart, #23 R&B chart)